# Rezerwat przyrody Rutka
Rezerwat przyrody Rutka – rezerwat przyrody nieożywionej położony na terenie wsi Rutka i Szeszupka (gmina Jeleniewo, powiat suwalski, województwo podlaskie). Rezerwat wchodzi w skład Suwalskiego Parku Krajobrazowego. Został powołany w 2001 roku na powierzchni 49,06 ha.
Położony jest na wysokości 235 m n.p.m. na równinnej powierzchni, zbudowanej ze żwirów wodnolodowcowych, płatów gliny i dużej liczby głazów. Obszar rezerwatu zajmują pastwiska i nieużytki. Celem wprowadzenia ochrony rezerwatowej na tym obszarze jest zachowanie w stanie naturalnym unikatowego bruku polodowcowego (pozostałość rozmycia gliny zwałowej przez wody topniejącego lądolodu) wraz z jeziorem Linówek i przyległym torfowiskiem przejściowym.
Rezerwat nie ma aktualnego planu ochrony, posiada natomiast obowiązujące zadania ochronne, na podstawie których jego obszar objęty jest ochroną czynną.
Przez teren rezerwatu prowadzą dwie ścieżki edukacyjne: „Porosty” i „Skały i minerały Suwalskiego Parku Krajobrazowego”.